# نواه شيلفرز

نواه تشيلفرز، لاعب خط الوسط البريطاني، خلال مباراة مع فريق كولتشستر يونايتد

نواه شيلفرز (بالإنجليزية: Noah Chilvers) هو لاعب كرة قدم بريطاني في مركز الوسط، ولد في 22 فبراير 2001 في تشيلمسفورد في المملكة المتحدة. لعب مع كولتشستر يونايتد.